# 権利への階段
『権利への階段』（けんりへのかいだん、原題：55 Steps）は、 ヘレナ・ボナム＝カーター、ヒラリー・スワンク、ジェフリー・タンバーらが主演し、ビレ・アウグストが監督した2017年のドイツ・ベルギーのドラマ映画。アメリカの精神科医療を改善させるきっかけになった「エレノア・リース判決」の実話に基づく話を映画化した作品。

## あらすじ
1985年、エレノアは、サンフランシスコの聖メアリー病院で妄想型統合失調症と診断され、入院中に同意のない薬の投与を何度も受けた。心身に深い障害を負ったエレノアは「患者の権利を守る会」に助けを求める。元看護師でもある弁護士のコレットは、病院を訴る裁判をおこす。

## キャスト
- ヘレナ・ボナム＝カーター：エレノア・リース
- ヒラリー・スワンク：コレット・ヒューズ
- ジェフリー・タンバー：モート・コーエン
- ヨハン・ヘルデンベルグ：ロバート
- ティム・プレスター：ロビー
- マイケル・カルキン：ファレリー裁判官
- ジョナサン・ケリガン：バーディ博士

## 公開
第42回トロント国際映画祭（2017年）のガラ・プレゼンテーション・セクションで上映された。